# Uppräkningstyp
Uppräkningstyp (engelska enumerated type, ofta förkortat enum) är inom programmering en datatyp vars tillåtna värden består av en fix mängd konstanter, till exempel årets månader eller korten i en kortlek.
Vissa uppräkningstyper kan vara fördefinierade i programspråket, till exempel booleska datatyper med sanningsvärdena sant (true) och falskt (false).
Många programspråk tillåter användaren att definiera egna uppräkningstyper, vilket kan ske i exempelvis VBA, C++, Java, C#, Ada och Pascal.